# The Narrows (Utah)
Pour les articles homonymes, voir Narrow.
The Narrows (littéralement « Passage étroit ») est le nom donné à une section d'une gorge creusée par le cours d’eau North Fork of the Virgin River à l’intérieur du parc national de Zion au sud-ouest de l’Utah. Il s’agit également du nom donné au sentier de randonnée du parc qui permet de suivre la rivière dans cette section du canyon de Zion. La randonnée se fait en grande partie dans les eaux de la rivière.

## Géographie
La North Fork of the Virgin River s’écoule vers le sud en provenance du lac Navajo (2800 mètres d’altitude) situé au nord-est du parc. Lorsque la rivière entre dans le parc, elle s’écoule dans une gorge d’une profondeur de 150 mètres. Plus en aval, à sa confluence avec le cours d’eau Deep Creek, la gorge atteint une profondeur de 400 mètres. Cette gorge est ensuite composée de mur variant de 10 à 30 mètres de haut de part et d’autre de la rivière. La gorge disparaît ensuite lorsque la rivière entre réellement à l’intérieur du large canyon de Zion.

## Randonnée
Le sentier de randonnée (26 km) est assez particulier pour la région du plateau du Colorado. En effet, le tiers du sentier se déroule dans le lit de la rivière. À cet endroit la rivière est bordée de chaque côté par une falaise rougeâtre et le seul moyen de traverser l’endroit est de marcher dans l’eau. Dans certaines sections et selon les saisons, il est parfois nécessaire de nager sur de petites portions du sentier. La marche complète prend toute une journée au minimum. La marche permet de remonter un dénivelé total de 426 mètres.
Cette marche est assez fatigante. Les eaux sont troubles et le lit de la rivière est recouvert de nombreux galets de différentes tailles. Au printemps, l’accès est limité lors de la fonte des neiges car le débit de la rivière augmente substantiellement. En été, des averses orageuses peuvent également modifier dangereusement et sans prévenir le débit dans la gorge. Ces brusques arrivées d'eau pouvant atteindre 2 000 litres d'eau/seconde sont appelées flash floods (crue éclair) et ont été la cause de nombreuses noyades. L'accès au canyon est interdit en cas d'annonce de crue éclair émise par le National Weather Service, le service météorologique national.